# Sant Miquel de Cirera
|  | No s'ha de confondre amb Sant Miquel de la Cirera (Alt Empordà). |

Sant Miquel de Cirera és una ermita del mas de can Massana del municipi de Rajadell (Bages). És una obra inclosa en l'Inventari del Patrimoni Arquitectònic de Catalunya.
Per anar-hi cal prendre la carretera asfaltada a Castellfollit del Boix que surt de l'extrem del carrer Major de Rajadell. Està indicat.

## Descripció
És una capella del segle xvii edificada per la família Massana a partir d'una capella romànica anterior que fou totalment modificada. L'obra és de l'any 1632 i correspon a un petit edifici de planta rectangular amb el presbiteri quadrat i amb la porta i façana al mur de migdia. Un petit campanar d'espadanya corona l'edifici. La característica més particular de la capella són els plafons de ceràmica laterals i el frontal de l'altar, també de ceràmica.

## Història
Situada dins l'antic terme del castell de Rajadell, al lloc de Cirera, fou capella rural i acolli durant un segle un priorat femení de dones. L'església s'esmenta el 1275 quan el bisbe de Vic Ramon d'Anglesola li cedí la regla de Sant Agustí perquè la comunitat encapçalada per Na Cirera la regís, càrrec que encara tenia el 1287. El 1304 una part de la comunitat, formada per sis monges va traslladar-se a Cervera, on fundà el convent de Santa Caterina mentre que la resta quedà a Sant Miquel fins a mitjans del segle xiv, quan, amb l'ajut del senyor de Rajadell, es fusionà amb la comunitat de la capella de Santa Llúcia. A partir d'aleshores, la capella de Sant Miquel quedà com a ermita formant part del mas de Can Maçana.
La família Massana, propietari d'aquesta capella, la reconstruí de nou el 1632, mantenint la mateixa advocació a Sant Miquel; la construcció de la nova capella correspon als anys de prosperitat de la masia veïna i de la majoria de masies del terme.